# What Is Love
What Is Love е песен на евроденс-музиканта от тринидадски произход Хадауей, поставена в дебютния му албум The Album. Автори и продуценти са Дий Дий Халиган (Дитер Люнщет, известен още като Тони Хендрик) и Джуниър Торело (Карин Хартман-Айзенблетер, или още наричан Карин ван Харен), които работят в Коконът Рекърдс в Кьолн, Германия. Произведението лесно се разпознава чрез рефрена си What is love? Baby don't hurt me, don't hurt me no more. (Какво е любовта? Скъпа, не ме наранявай, не ме наранявай никога повече).
Записана е в началото на 90-те и изпитва ренесанс като част от скеч на Роксбери Гайс от шоуто Saturday Night Live (по-късно получавайки разширение във филма A Night at the Roxbury). В него двама братя (герои на Крис Катан и Уил Феръл) честичко навестяват денс клубове с трети човек (включително герои на актьори като Силвестър Сталоун и Джим Кери), наричан Бархоп (букв. 'Ходещия по барове').
What Is Love се домогва до 2-ра позиция в ОК и Германия, и се заковава на 1-во място в 13 други държави. На 28 август 1993 г. дебютира под номер 87 в САЩ и достига 11-а позиция в Хот 100. В Австралия стига номер 12. Към март 1994 г. световните продажби на What Is Love са от порядъка на 2,6 милиона.
|  | Тази страница частично или изцяло представлява превод на страницата What Is Love (Haddaway song) в Уикипедия на английски. Оригиналният текст, както и този превод, са защитени от Лиценза „Криейтив Комънс – Признание – Споделяне на споделеното“, а за съдържание, създадено преди юни 2009 година – от Лиценза за свободна документация на ГНУ. Прегледайте историята на редакциите на оригиналната страница, както и на преводната страница, за да видите списъка на съавторите. ВАЖНО: Този шаблон се отнася единствено до авторските права върху съдържанието на статията. Добавянето му не отменя изискването да се посочват конкретни източници на твърденията, които да бъдат благонадеждни. |